# 杜克大学医学中心

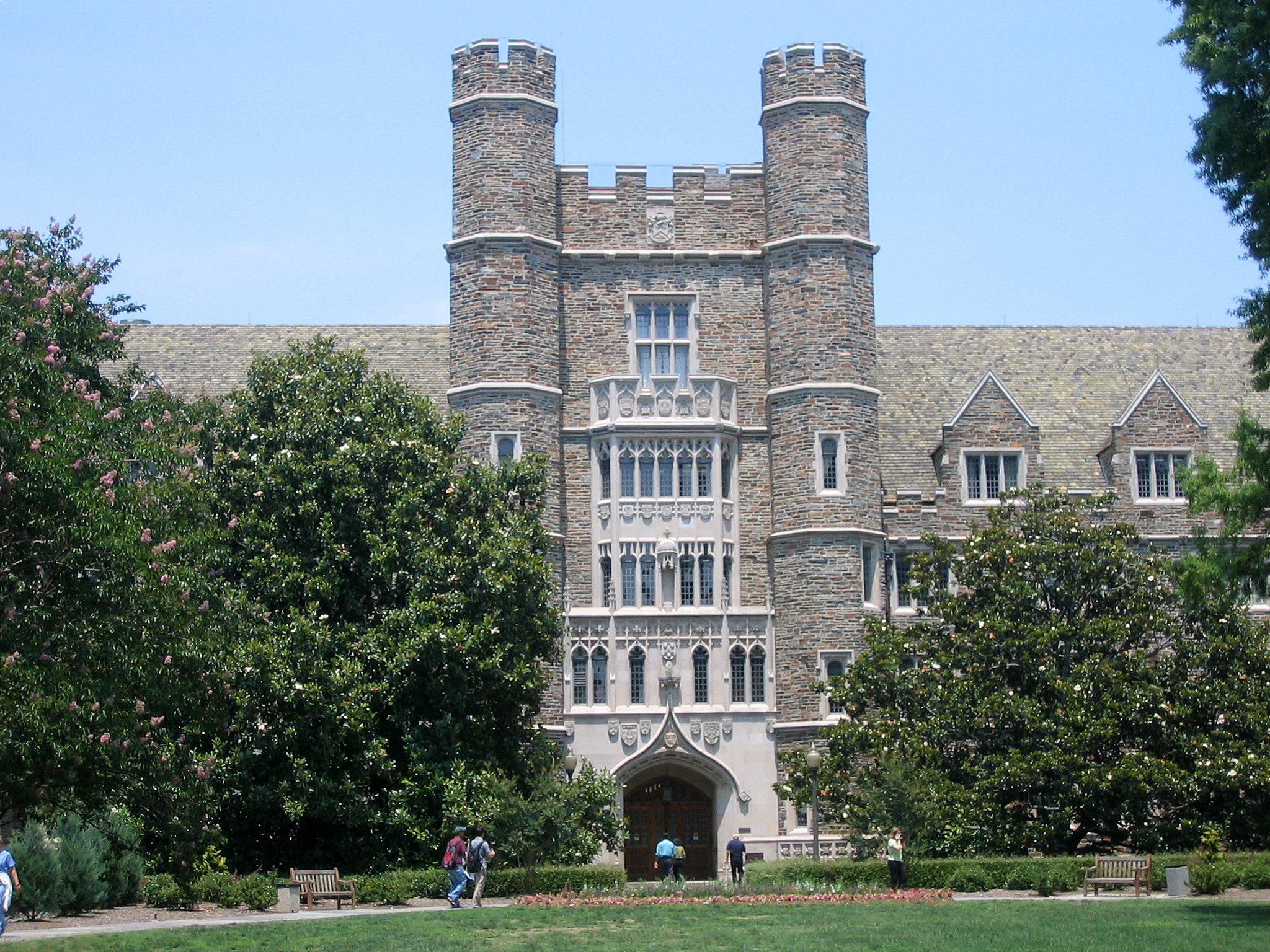
杜克大学医学中心

杜克大学医学中心(The Duke University Medical Center)位于美国北卡罗莱那州德罕市的杜克大学校园内。医学中心是由杜克大学的主要捐助者詹姆斯·杜克的遗赠而建成于1930年。现在医学中心占地210英亩（约85万平方米），有90多个建筑物，建筑面积750万平方英尺（约合70万平方米）。杜克大学医学中心始终排名在全美前十名的医疗机构之一。现在医学中心有一万六千多职工，其中有一千三百多医生，教授和研究人员。医学中心每年从美国国家卫生研究院得到的研究资助达两亿多美元。

## 大事记

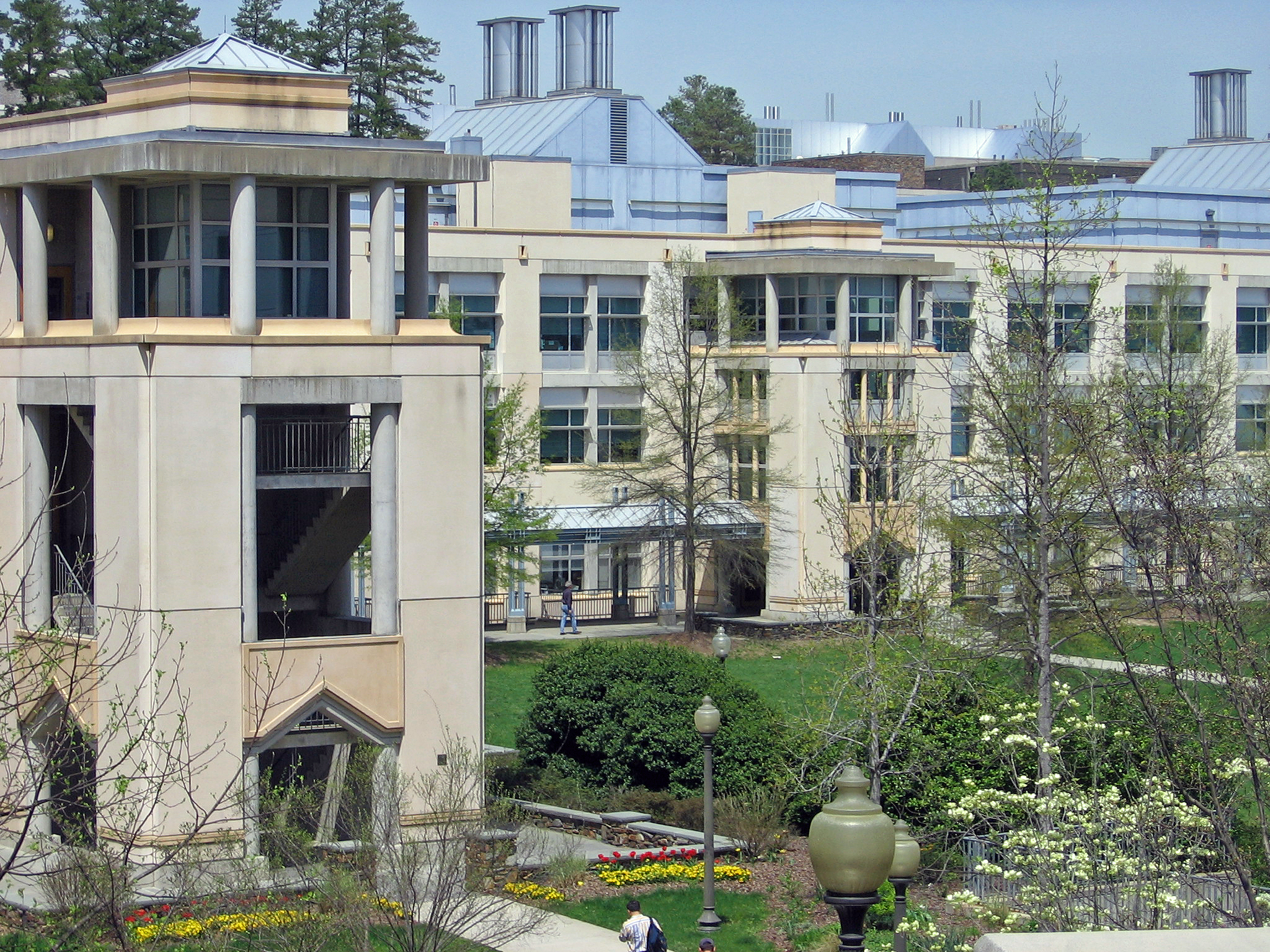
莱文科学研究中心（LSRC）是美国大学中最大的单一的跨学科研究设施。

- 1925年，詹姆斯·杜克捐赠400万美元以建立杜克大学医学院，杜克大学护理学院、 杜克大学医院；
- 1927年，开始建造杜克大学医院和医学院；
- 1929年，70名医学生进入杜克大学医学院；
- 1930年，杜克大学医院开始为病人服务；
- 1936年，杜克大学外科医生朱利安·D·哈特推出了在外科手术室内用紫外线灯灭菌消毒；
- 1956年，杜克外科医生首先使用全身低温心脏手术。这是目前全世界的标准做法；
- 1957年，杜克大学医学院及杜克大学医院改名为杜克大学医学中心；
- 1963年，杜克大学医学院招收第一个非洲裔美国学生；
- 1980年，新的杜克医院（616张床位）建成；
- 1992年，医学中心进行第一例肺移植手术，和第一例心脏／肺移植手术；
- 1994年，杜克大学医学中心扩建；
- 1994年，莱文科学研究中心（LSRC）建成；
- 2004年，杜克大学医学中心的两家医院误用液压油代替洗涤剂用于手术器械的消毒，3800例病人可能接触潜在的有害化学物质。[2] [3]

## 参看
- 杜克大学
- 杜克大学医学院